# Dendrobium escritorii
Dendrobium escritorii är en orkidéart som beskrevs av Oakes Ames. Dendrobium escritorii ingår i släktet Dendrobium, och familjen orkidéer. Inga underarter finns listade i Catalogue of Life.